# Copa del Rey de vela
La Copa del Rey de Vela es una competición de vela que se celebra en Palma de Mallorca (España), organizada por el Real Club Náutico de Palma. Su nombre comercial actual es Copa del Rey MAPFRE, debido al patrocinio de la empresa MAPFRE. Los patrocinadores anteriores fueron las empresas Puig (1985-2006); Audi y Camper (2007); y Audi y MAPFRE (2008-2012). Es la regata de vela de crucero más importante del mar Mediterráneo.

## Historia
La Copa del Rey fue instaurada por Alfonso XIII en 1905, a imitación de las competiciones que se disputaban en Cowes, con el patrocinio del rey de Inglaterra, o en Kiel, con el del emperador de Alemania, y se disputó por primera vez en Guecho, lugar de veraneo del Rey, organizada por el Real Sporting Club, dentro de la denominada Semana de Bilbao. Posteriormente, entre 1912 y 1919, pasó a disputarse en Gijón, organizada por el Real Club Astur de Regatas, y con la participación de Alfonso XIII en las ediciones de 1912 y 1913. En la primera edición celebrada en Gijón, el 20 de julio de 1912, el propio Alfonso XIII ganó la Copa del Rey, para yates de 8, 7 y 6 metros, patroneando el Giralda II.
Bajo el reinado de Juan Carlos I se reinstauró la competición, manteniéndose la tradición de disputarla en el lugar de veraneo del monarca, al igual que había sucedido con Alfonso XIII. Así, en 1982 se comenzó a celebrar en Palma de Mallorca, organizada por la Real Asociación Nacional de Cruceros y el Real Club Náutico de Palma.